# Tombe à la fille

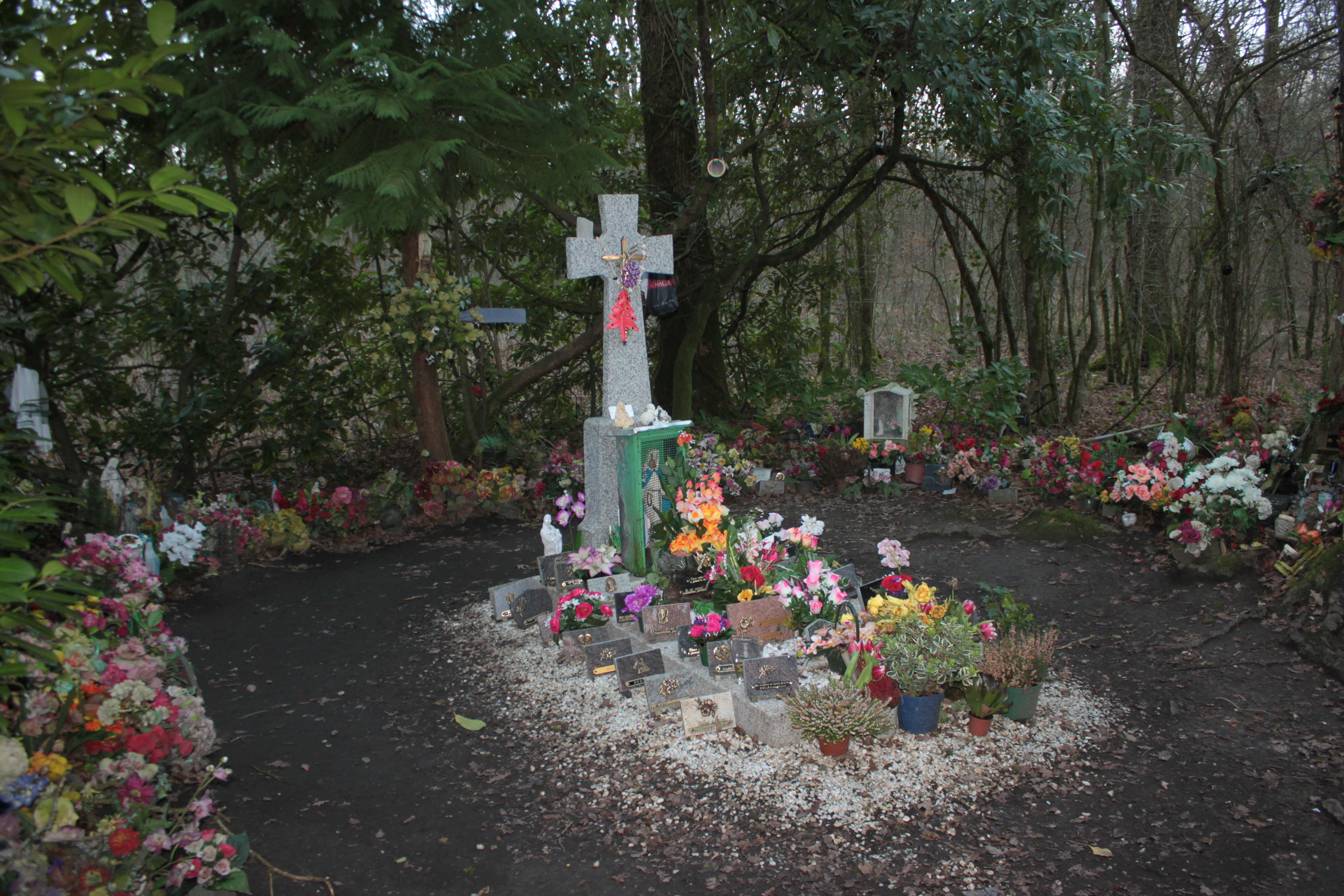
La Tombe à la fille.

La Tombe à la fille est une petite tombe située dans le bois de Teillay en Ille-et-Vilaine, dans la région Bretagne. Selon les croyances locales serait enterrée là une jeune fille tuée par les Chouans durant la Révolution française. Elle fait aujourd'hui l'objet d'une grande dévotion dans la région, sa tombe étant régulièrement fleurie. Des vêtements d'enfants sont attachés à la végétation des alentours. 

## Localisation
La tombe se situe sur le territoire de la commune de Teillay dans le département d'Ille-et-Vilaine, à proximité immédiate du ruisseau d'Aron qui marque la limite avec la commune de Ruffigné en Loire-Atlantique.
Sise au bord de la Grande Ligne, route qui traverse la forêt de Teillay du Nord Est au Sud Ouest, la tombe s'y élève à environ 700 mètres du croisement avec la route départementale 772. 

## Tradition
La jeune fille enterrée là est une certaine Marie Martin, née à Tresbœuf et âgée de 17 à 19 ans lors de sa mort, qui demeure alors à Teillay. Même si plusieurs versions du motif de son meurtre existent, l'une des plus fréquemment rencontrées raconte qu'elle aurait indiqué à des républicains de Bain-de-Bretagne la cache d'un groupe de Chouans (ou, en sens inverse, qu'elle aurait au contraire refusé d'indiquer la cachette des Bleus). Quoi qu'il en soit, elle est capturée et longuement torturée par les Chouans, qui la laissent mourante attachée à un arbre.
Selon un document de septembre 1795 rédigé par le commissaire du Directoire exécutif du département,, :

« Une fille de Tresbœuf avait manifesté ouvertement son attachement au nouveau régime et son aversion pour les Chouans, fut saisie par ces derniers au commencement de l'an IV. Ils satisfirent d'abord leur brutalité. Ensuite, successivement, ils lui arrachèrent les ongles des pieds et des mains, les dents, les yeux, et lui coupèrent les mamelles. Ils mirent trois jours à tourmenter cette malheureuse victime de leur rage et de leur barbarie. Enfin, voyant qu'ils n'allaient bientôt plus exercer leur cruauté que sur un cadavre, ils la pendirent à un arbre de la forêt de Teillay, ne lui laissant pour tout vêtement que sa chemise. Elle a été détachée de cet arbre et enterrée au pied. »

Cette jeune fille est parfois évoquée sous le nom de sainte Pataude, pataud étant le surnom donné aux Républicains par les Chouans en gallo (patao).